# Shiodome
Shiodome (汐留) est un quartier de l'arrondissement de Minato, à Tokyo. Il est adjacent à Shimbashi et Ginza, et près de la baie de Tokyo et du jardin Hama-rikyū. Ancien terminus ferroviaire, Shiodome est devenu un des quartiers les plus modernes de la ville, avec treize gratte-ciel abritant les sièges sociaux de plusieurs grandes sociétés, dont All Nippon Airways, Fujitsu, et SoftBank, ainsi que de nombreux hôtels et restaurants.
La station de métro Shiodome est une correspondance sur la ligne aérienne Yurikamome et la ligne Ōedo ; le quartier est situé à proximité de la gare de Shimbashi.

## Histoire
De même que les quartiers voisins de Ginza et Tsukiji, Shiodome est construit sur ce qui était à l'origine une zone marécageuse au bord de la baie de Tokyo. En 1603, le shogun Tokugawa Ieyasu ordonne le comblement de la zone, et durant toute l'époque d'Edo Shiodome accueille les résidences tokyoïtes de plusieurs daimyos. Le nom Shiodome, littéralement « qui retient la marée », est vraisemblablement une référence à la volonté des shoguns d'éloigner leur château d'Edo (actuel palais impérial) de la baie.
Après la restauration Meiji, le nouveau gouvernement impérial exproprie les daimyos de Shiodome et y fait construire la première gare de Shimbashi (新橋停車場, Shinbashi Teishajō). De 1872 à 1914, elle constitue le terminus dans Tokyo de la ligne Tōkaidō, la première ligne ferroviaire du Japon. En 1914, la gare est fermée à la suite du prolongement de la ligne Tōkaidō jusqu'à la gare de Tokyo, la gare Karasumori sur la ligne Yamanote devenant l'actuelle gare de Shimbashi.
La gare est renommée gare de Shiodome et devient le premier terminal de fret de Tokyo, malgré les dégâts causés par le tremblement de terre de Kantō de 1923, qui entraînent la destruction de l'ancien bâtiment voyageurs. Après la Seconde Guerre mondiale, la gare devient un centre d'expédition pour les petits colis en provenance ou à destination de Tokyo. La gare est officiellement fermée en 1986, remplacée par d'autres structures plus modernes et plus grandes hors du centre-ville.
En 1995, la métropole de Tokyo adopte un plan de rénovation urbaine de Shiodome. Les travaux commencent peu après et se poursuivent jusqu'en 2006. Treize gratte-ciel sont construits ainsi que de nombreux autres bâtiments. L'ancienne gare de Shimbashi est reconstruite comme monument, mais n'est pas en service.

## Géographie
Shiodome est un assemblage de onze petits districts ou zones coopératives (街区), mais on divise généralement le quartier en trois zones :
- la première, Shiodome SIO-SITE (シオサイト, Shiosaito?), contient les gratte-ciel, ainsi que les hôtels et restaurants. Elle est juste à l'est de la gare de Shimbashi ;
- la deuxième, qui forme une zone coopérative à elle seule, est le district de l'ouest (西街区?), situé à l'ouest de la voie ferrée JR et où se trouvent des immeubles d'habitation de style européen ;
- la troisième, au sud, est une zone résidentielle ; on y trouve trois immeubles de grande taille ainsi qu'un petit parc.

## Principaux bâtiments du quartier

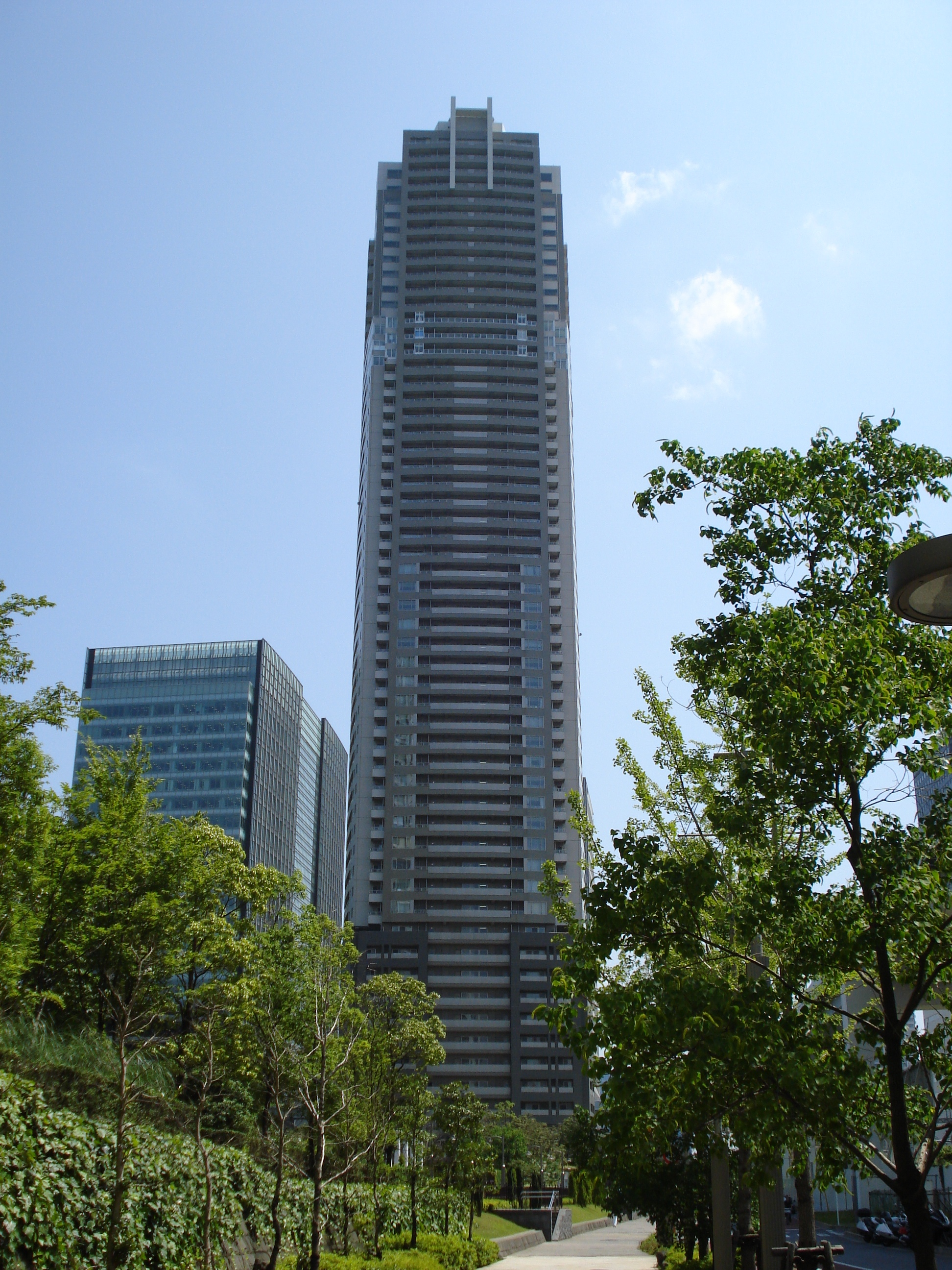
Acty Shiodome.

On y trouve, entre autres bâtiments :
- Shiodome City Center (215,75 m, All Nippon Airways, Fujitsu)
- Dentsu Building (213,34 m)
- Nippon Television Tower (198,2 m)
- Acty Shiodome (190,25 m)
- Tokyo Shiodome Building (173,2 m, Softbank)
- Shiodome Media Tower (172,6 m, Kyodo News)
- Shiodome Sumitomo Building (126,41 m, JSR, Sega Sammy Holdings et l'hôtel Villa Fontaine Shiodome[1]

## Culture
L' horloge 日テレ大時計 (ja) (Nittere Ōdokei) réalisée par l'animateur et réalisateur japonais Hayao Miyazaki se trouve dans ce quartier. Achevée en 2006, elle décore la façade de la Nippon Télévision. Elle fait 12 mètres de haut et 18 mètres de large. Elle est truffée de références aux oeuvres de Hayao Miyazaki tels que Le Château dans le ciel auquel son design fait directement référence.